# Rodolfo Graieb
Rodolfo Moisés Graieb (Río Ceballos, Provincia de Córdoba, Argentina, 8 de junio de 1974) es un exfutbolista que se desempeñaba como defensor lateral derecho.
Hoy en día se dedica a la conducción técnica en el club cordobés Argentino Peñarol.

## Biografía
Graieb comenzó su carrera en el club Club Atlético Talleres de su provincia natal en el año 1994. Con Talleres logró el ascenso a la Primera División de Argentina en 1994 y, luego, se incorporó a Huracán. A pesar de que descendió con el globo en la temporada 1998-99 decidió quedarse en el club que terminó campeonando en el torneo de Primera "B" Nacional de la temporada siguiente. Durante ese campeonato Graieb vivió un momento complicado cuando su hermano mellizo y compañero de equipo, Diego que ya había jugado con él en Talleres, sufrió un duro golpe en un partido ante Banfield que puso en riesgo su vida. Graieb luego fue partícipe de las buenas campañas de Huracán en Primera División, incluyendo un cuarto puesto, hasta que dejó el club en 2003.
Luego de dejar Huracán, Graieb tuvo un corto paso por el Barcelona SC de Ecuador para luego regresar a Argentina e incorporarse a Lanús en 2004. Luego de varios campeonatos como titular y sumando más de 100 partidos en el club granate Graieb vio coronada su regularidad con la obtención del Torneo Apertura 2007 formando parte de un plantel que lo tenía, con 33 años, como uno de los jugadores más experimentados junto al arquero Carlos Bossio y el defensor Walter Ribonetto. Tres fechas antes del final del Torneo Clausura 2009 se decidió darle a Graieb el pase en su poder.

## Palmarés

### Como jugador

#### Campeonatos nacionales
| Título             | Club    | País      | Año     |
| ------------------ | ------- | --------- | ------- |
| Primera B Nacional | Huracán | Argentina | 1999-00 |
| Primera División   | Lanús   | Argentina | A-2007  |

#### Otros logros
| Título                     | Club                   | País      | Año     |
| -------------------------- | ---------------------- | --------- | ------- |
| Ascenso a Primera División | Club Atlético Talleres | Argentina | 1993-94 |

## Clubes

### Como jugador
| Club                    | País      | Año       |
| ----------------------- | --------- | --------- |
| Talleres de Córdoba     | Argentina | 1994-1997 |
| Huracán                 | Argentina | 1997-2003 |
| Barcelona Sporting Club | Ecuador   | 2003-2004 |
| Lanús                   | Argentina | 2004-2009 |

### Como entrenador
| Club                | País      | Año       |
| ------------------- | --------- | --------- |
| General Paz Juniors | Argentina | 2012-2012 |
| Argentino Peñarol   | Argentina | 2016      |